# ژول دو گنکور

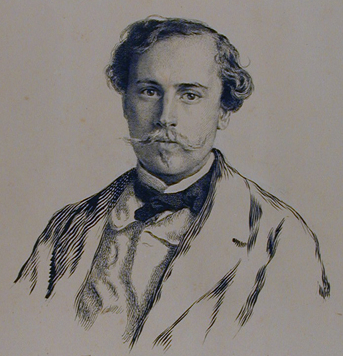
Jules de Goncourt

ژول دو گنکور (فرانسوی: Jules de Goncourt‎) نویسنده فرانسوی بود که در ۱۷ دسامبر ۱۸۳۰ در پاریس متولد شد و ۲۰ ژوئن ۱۸۷۰ در همان‌جا درگذشت.
خانواده‌اش از اهالی گنکور واقع در اوت مرن(Haute-Marne) بودند. پدرش از افسران ناپلئون بود و از درآمد زمین‌هایش مخارج خانواده را می‌پرداخت.
ژول دو گنکور برادر ادموند دو گنکور است و با او در نگارش قسمت‌هایی از آثارش همکاری کرده‌است.